# Ammoglanis diaphanus
Ammoglanis diaphanus é uma espécie de peixe pertencente ao gênero Ammoglanis. É endêmica ao Brasil, ocorrendo nos estados de Goiás, Tocantins e Mato Grosso.